# 我們六個
《我們六個》（英語：The Six of Us），是2025年播出的台灣電視劇。該劇改編李月桂案。由導演王傳宗執導，林佳慧編劇，演員包含天心、馬志翔、林雨葶、黃薇渟、涂善存、陳妤、邱宇辰、方語昕、楊蕎安、唐振剛、湯志偉。該劇在2025年8月5日在大愛電視台於20:00首播。

## 演員
- 馬志翔飾林達生
- 天心飾郭富美
- 林雨葶飾黃秋鳳
- 黃薇渟飾林秋伶
  - 游珈瑄飾小秋伶
- 涂善存飾林作賢
  - 潘親御飾小作賢
- 邱宇辰飾林作逸
  - 阮柏皓 飾小作逸
- 陳妤 飾林宜瑩
  - 吳采庭飾小宜瑩
- 方語昕飾林青瑩
  - 何潔柔飾小青瑩
- 安乙蕎飾郭品秀
  - 蕭晴曦飾小品秀
- 湯志偉飾牧師
- 唐振剛飾盧錫耕[7]
- 姚坤君飾傅媽媽
- 鄭志偉飾龔成毅
- 紀成澔飾林作和

## 製作
該劇改編自2004年發生的李月桂案。李涉嫌在同年11月13日以電鍋殺害同居伴侶林達生，林達生原任駕訓班教練，與教師郭富美育有六名子女。郭因童年事故導致視力喪失，提前退休。林多年照顧家庭，後與年輕18歲的女同事李月桂發生婚外情，並與原家庭疏遠。其子林作賢曾指控李家暴其妹，遂與父親關係決裂。1984年，林達生安排前妻與李會面協商，期間李月桂以滾水潑燙郭富美，導致郭傷重不治。事後林與李同居並育有一子，但未婚。李曾因情緒失控將幼子從火車上拋下造成其子重傷智力受損，事後依殺人未遂罪判刑1年3個月，因精神疾病獲減刑免服刑。
2004年11月13日凌晨，林作逸接獲警方通知，稱其父親林達生於住處遭人以電鍋重擊頭部致死，嫌犯為其繼母李月桂。警方調查後將其逮捕，並進入司法程序。起初李月桂並不承認自己犯案，先是辯稱林達生自殺，後又改口兇嫌為智力受損的兒子。經法院審理，法官認定李月桂犯案時有酒醉情況，並患有輕度智能障礙，判處有期徒刑14年。判決定讞後，李月桂在服刑期間因病過世。
該劇於2024年7月1日開拍。全劇透過紀錄式節奏與生活化細節刻畫，也邀請原型家庭成員提供故事與情感背景，確保呈現尊重事實與角色心理一致。
《我們六個》首映記者會2025年7月31日舉行，由全體主演出席。角色原型林作逸亦參與此次活動。

## 播出時間
| 頻道            | 所在地 | 播出日期                             | 播出時間    |
| --------------- | ------ | ------------------------------------ | ----------- |
| 大愛電視（CH9） | 台灣   | 週一至週五2025年8月5日—2025年8月20日 | 20:00-21:00 |

## 外部連結
- 我們六個 官方網站
- 大愛劇場的Facebook專頁
- 大愛劇場搶先看的Facebook專頁